# Beckiella deficiens
Beckiella deficiens är en kvalsterart som beskrevs av Balogh och Sandór Mahunka 1978. Beckiella deficiens ingår i släktet Beckiella och familjen Dampfiellidae. Inga underarter finns listade.